# The Brave Wish Revenging
The Brave Wish Revenging (復讐を希う最強勇者は、闇の力で殲滅無双する, Fukushū wo koinegau saikyō yūsha wa, yami no chikara de senmetsu musō suru) est une série de light novels japonais par Manimani Ononata. L'œuvre paraît initialement sous le forme d'un roman en ligne publié sur le site Shōsetsuka ni narō. Une adaptation en light novel illustrée par Araya est éditée par Shūeisha depuis le 8 février 2019 avec 3 volumes parus au 10 juin 2022. Une adaptation de le série en manga dessinée par Akira Sakamoto est prépubliée en ligne sur le site Nico Nico Seiga depuis le 12 février 2019 et 7 volumes sont parus au 17 juin 2022. Une version française du manga est éditée par Delcourt/Tonkam depuis le 13 juillet 2022.

## Synopsis
Après avoir triomphé du roi démon, Raul est trahi et tous les membres de sa famille sont assassinés. Il passe alors un pacte avec les ténèbres pour revenir d'entre les morts et assouvir sa vengeance.

## Production et supports
L'œuvre paraît initialement sous le forme d'un roman en ligne publié par Manimani Ononata sur le site Shōsetsuka ni narō où les utilisateurs sont libres de publier leurs textes.

### Light novel
Une adaptation de la série en light novel illustrée par Araya est éditée par Shūeisha depuis le 8 février 2019. Trois volumes sont parus au 10 juin 2022.

#### Liste des volumes
| no | Japonais          | Japonais          |
| no | Date de sortie    | ISBN              |
| -- | ----------------- | ----------------- |
| 1  | 8 février 2019    | 978-4-0870-4019-7 |
| 2  | 10 septembre 2019 | 978-4-0870-4022-7 |
| 3  | 10 juin 2022      | 978-4-0870-4027-2 |

### Manga
Une adaptation de le série en manga dessinée par Akira Sakamoto est prépubliée en ligne sur le site Nico Nico Seiga depuis le 12 février 2019. Le premier volume relié paraît au Japon le 19 septembre 2019 et sept volumes ont été publiés par Shūeisha au 17 juin 2022.
Une version française est éditée par Delcourt/Tonkam. La traduction est signée Frédéric Malet et le premier tome paraît le 13 juillet 2022,.

#### Liste des volumes
| no | Japonais          | Japonais          | Français          | Français          |
| no | Date de sortie    | ISBN              | Date de sortie    | ISBN              |
| -- | ----------------- | ----------------- | ----------------- | ----------------- |
| 1  | 19 septembre 2019 | 978-4-0889-1352-0 | 13 juillet 2022   | 978-2-41-303028-7 |
| 2  | 19 mai 2020       | 978-4-0889-1508-1 | 21 septembre 2022 | 978-2-41-304617-2 |
| 3  | 16 octobre 2020   | 978-4-0889-1720-7 | 7 décembre 2022   | 978-2-41-304618-9 |
| 4  | 18 mars 2021      | 978-4-0889-1840-2 | 1er mars 2023     | 978-2-4130-7639-1 |
| 5  | 18 août 2021      | 978-4-0889-2070-2 | 7 juin 2023       | 978-2-4130-7641-4 |
| 6  | 19 janvier 2022   | 978-4-0889-2205-8 | 13 septembre 2023 | 978-2-4130-7642-1 |
| 7  | 17 juin 2022      | 978-4-0889-2353-6 | 3 janvier 2024    | 978-2-4130-7986-6 |
| 8  | 17 novembre 2022  | 978-4-08-892523-3 | 5 juin 2024       | 978-2-4130-7987-3 |
| 9  | 17 mars 2023      | 978-4-08-892656-8 | 9 octobre 2024    | 978-2-4130-8326-9 |
| 10 | 18 août 2023      | 978-4-08-892857-9 | —                 |                   |
| 11 | 19 décembre 2023  | 978-4-08-893102-9 | —                 |                   |
| 12 | 18 avril 2024     | 978-4-08-893199-9 | —                 |                   |
| 13 | 18 octobre 2024   | 978-4-08-893467-9 | —                 |                   |

### Édition japonaise

#### Light novel
1. 1 2  « Fukushuu wo Koinegau Saikyou Yuusha wa, Yami no Chikara de Senmetsu Musou Suru Vol. 1 », sur nautiljon.com (consulté le 12 juillet 2022).
2. 1 2  « Fukushuu wo Koinegau Saikyou Yuusha wa, Yami no Chikara de Senmetsu Musou Suru Vol. 2 », sur nautiljon.com (consulté le 12 juillet 2022).
3. 1 2  « Fukushuu wo Koinegau Saikyou Yuusha wa, Yami no Chikara de Senmetsu Musou Suru Vol. 3 », sur nautiljon.com (consulté le 12 juillet 2022).

#### Manga
1. 1 2 3  « Fukushû o Koinegau Saikyou Yûsha wa, Yami no Chikara de Senmetsu Musou Suru jp Vol.1 », sur manga-news.com (consulté le 15 octobre 2022).
2. 1 2  « Fukushû o Koinegau Saikyou Yûsha wa, Yami no Chikara de Senmetsu Musou Suru jp Vol.2 », sur manga-news.com (consulté le 15 octobre 2022).
3. 1 2  « Fukushû o Koinegau Saikyou Yûsha wa, Yami no Chikara de Senmetsu Musou Suru jp Vol.3 », sur manga-news.com (consulté le 15 octobre 2022).
4. 1 2  « Fukushû o Koinegau Saikyou Yûsha wa, Yami no Chikara de Senmetsu Musou Suru jp Vol.4 », sur manga-news.com (consulté le 15 octobre 2022).
5. 1 2  « Fukushû o Koinegau Saikyou Yûsha wa, Yami no Chikara de Senmetsu Musou Suru jp Vol.5 », sur manga-news.com (consulté le 15 octobre 2022).
6. 1 2  « Fukushû o Koinegau Saikyou Yûsha wa, Yami no Chikara de Senmetsu Musou Suru jp Vol.6 », sur manga-news.com (consulté le 15 octobre 2022).
7. 1 2  « Fukushû o Koinegau Saikyou Yûsha wa, Yami no Chikara de Senmetsu Musou Suru jp Vol.7 », sur manga-news.com (consulté le 15 octobre 2022).
8. ↑  « Fukushû o Koinegau Saikyou Yûsha wa, Yami no Chikara de Senmetsu Musou Suru jp Vol.8 », sur manga-news.com (consulté le 15 octobre 2022).

### Édition française

#### Manga
1. 1 2  « The Brave wish revenging T01 de Akira Sakamoto, Hanji, Manimani Ononata - Album | Editions Delcourt », sur www.editions-delcourt.fr (consulté le 15 octobre 2022).
2. 1 2  « The Brave wish revenging T02 de Akira Sakamoto, Hanji, Manimani Ononata - Album | Editions Delcourt », sur www.editions-delcourt.fr (consulté le 15 octobre 2022).
3. 1 2  « The Brave wish revenging T03 de Akira Sakamoto, Hanji, Manimani Ononata - Album | Editions Delcourt », sur www.editions-delcourt.fr (consulté le 15 octobre 2022).